# Danielle De Metz

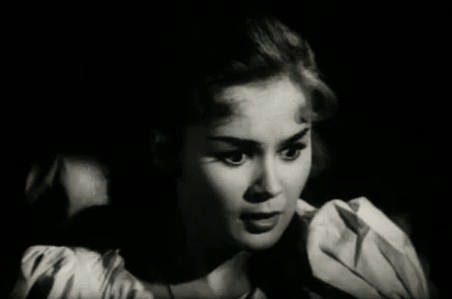
Dans Le Retour de la mouche (1959)

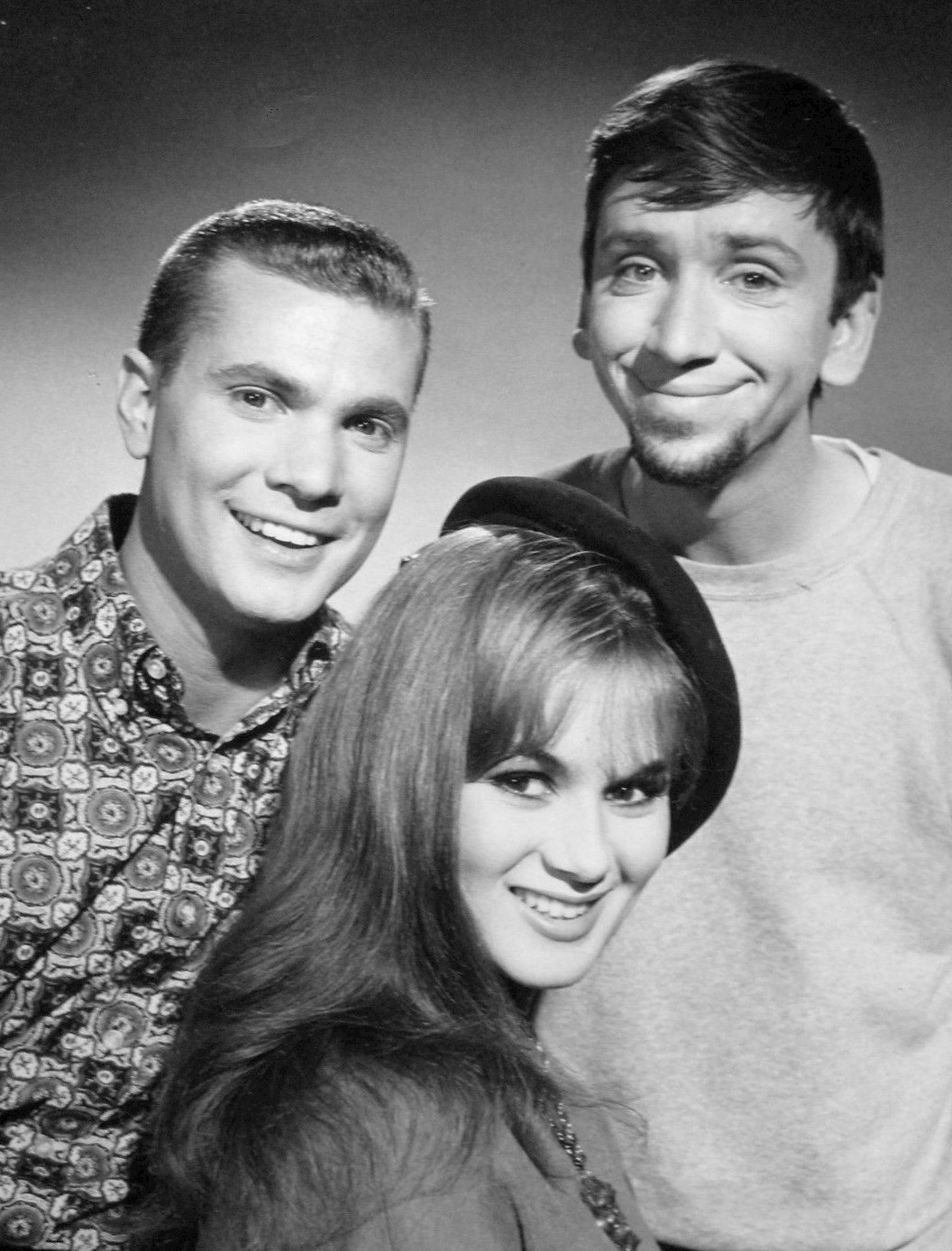
Avec Dwayne Hickman (à g.) et Bob Denver, dans Dobie Gillis (1960, photo promotionnelle)

Danielle De Metz est une actrice française, née en 1938 à Paris.

## Biographie
Ayant fait carrière essentiellement aux États-Unis, Danielle De Metz (du nom de son premier époux) débute au cinéma dans le film d'horreur Le Retour de la mouche d'Edward Bernds (avec Vincent Price et Brett Halsey), sorti en 1959. Elle contribue en tout à seulement onze films (majoritairement américains, plus un film italien et trois coproductions tournées en Italie), le dernier étant le film de guerre Le Cinquième Commando d'Henry Hathaway (avec Richard Burton et Wolfgang Preiss), sorti en 1971.
À la télévision américaine, elle apparaît entre 1959 et 1972 (année où elle se retire) dans vingt-huit séries, dont Alfred Hitchcock présente (1960, un épisode), Voyage au fond des mers (1964, un épisode) et Des agents très spéciaux (1966-1967, quatre épisodes). Elle collabore également à deux téléfilms, dont Wake Me When the War Is Over (avec Ken Berry, Eva Gabor et Werner Klemperer), diffusé en 1969.

## Filmographie

### Cinéma (intégrale)
- 1959 : Le Retour de la mouche (Return of the Fly) d'Edward Bernds
- 1961 : Hector Servadac (en) (Valley of the Dragons) d'Edward Bernds
- 1961 : Défense d'y toucher (La ragazza di mille mesi) de Steno
- 1962 : L'Épée enchantée (The Magic Sword) de Bert I. Gordon
- 1962 : La Sage-femme, le Curé et le Bon Dieu (Jessica) d'Oreste Palella (it) et Jean Negulesco
- 1962 : Haine mortelle (Odio mortale) de Franco Montemurro
- 1963 : Gidget à Rome (Gidget Goes to Rome) de Paul Wendkos
- 1963 : Le Signe de Zorro (Il segno di Zorro) de Mario Caiano
- 1967 : L'Énigme du scorpion (en) (The Scorpio Letters) de Richard Thorpe
- 1969 : La Party (The Party) de Blake Edwards
- 1971 : Le Cinquième Commando (Raid on Rommel) d'Henry Hathaway

### Télévision

#### Séries télévisées (sélection)
- 1960 : Alfred Hitchcock présente (Alfred Hitchcock presents)
  - Saison 5, épisode 16 L'Icône d'Élijah (The Ikon of Elijah) de Paul Almond
- 1960 : Aventures dans les îles (Adventures in Paradise)
  - Saison 2, épisode 11 Les Sirènes (Sink or Swim) de Bud Townsend
- 1960 : Dobie Gillis (The Many Loves of Dobie Gillis)
  - Saison 2, épisode 11 Parlez-Vous English ?
- 1961 : Les Incorruptibles (The Untouchables), première série
  - Saison 2, épisode 21 L'Histoire de Lily Dallas (Lily Dallas Story) de Don Medford
- 1963 : Le Jeune Docteur Kildare (Dr. Kildare)
  - Saison 3, épisode 10 The Pack Rat and the Prima Donna
- 1964 : Voyage au fond des mers (Voyage to the Bottom of the Sea)
  - Saison 1, épisode 12 Aucune issue possible (No Way Out) de Felix E. Feist
- 1966 : Les Espions (I Spy)
  - Saison 1, épisode 20 Un pari stupide (Bet Me a Dollar) de Richard C. Sarafian
- 1966 : Perry Mason, première série
  - Saison 9, épisode 25 The Case of the Unwelcome Well d'Harmon Jones
- 1966-1967 : Des agents très spéciaux (The Man from U.N.C.L.E.)
  - Saison 2, épisode 22 Au cœur du désert (The Foreign Legion Affair, 1966) de John Brahm
  - Saison 3, épisode 9 Poésie, poésie (The Come with Me to the Casbah Affair, 1966), épisodes 28 et 29 Tueurs au karaté, 1re et 2e parties[1] (The Five Daughters Affair, Parts I & II, 1967) de Barry Shear
- 1967 : Annie, agent très spécial (The Girl from U.N.C.L.E.)
  - Saison unique, épisode 18 L'Affaire des catacombes (The Catacomb and Dogma Affair)

#### Téléfilms (intégrale)
- 1967 : Campo 44 de Buzz Kulik
- 1969 : Wake Me When the War Is Over de Gene Nelson